# Emmanuelle Seigner
Emmanuelle Seigner, född 22 juni 1966 i Paris, är en fransk fotomodell och skådespelare.
Hon är sondotter till den franske skådespelaren Louis Seigner (1903–1991) och syster till skådespelaren Mathilde Seigner. Hon är sedan 30 augusti 1989 gift med regissören Roman Polanski som hon har två barn med.

## Filmografi, i urval
- 1988 – Frantic
- 1992 – Bitter Moon
- 1998 – Place Vendôme
- 1999 – The Ninth Gate
- 2007 – Fjärilen i glaskupan
- 2012 –  A Few Hours of Spring
- 2012 – Bakom stängda dörrar
- 2013 –  La Vénus à la fourrure
- 2019 – En officer och spion